# Internationale Cricket-Saison 1978
Die internationale Cricket-Saison 1978 fand zwischen Mai 1978 und September 1978 statt. Als Sommersaison wurden vorwiegend Heimspiele der Mannschaften aus Europa ausgetragen.

## Überblick

### Internationale Touren
| Beginn        | Heimteam | Auswärtsteam | Resultate | Resultate | Artikel |
| Beginn        | Heimteam | Auswärtsteam | Test      | ODI       | Artikel |
| ------------- | -------- | ------------ | --------- | --------- | ------- |
| 24. Mai 1978  | England  | Pakistan     | 2–0 [3]   | 2–0 [2]   | Artikel |
| 15. Juli 1978 | England  | Neuseeland   | 3–0 [3]   | 2–0 [2]   | Artikel |

## Nationale Meisterschaften
Aufgeführt sind die nationalen Meisterschaften der Full Member des ICC.
| Land    | First-Class                | List A            |
| ------- | -------------------------- | ----------------- |
| England | County Championship 1978   | Gillette Cup 1978 |
|         | John Player League 1978    |                   |
|         | Benson and Hedges Cup 1978 |                   |